# Gesluierde Christus

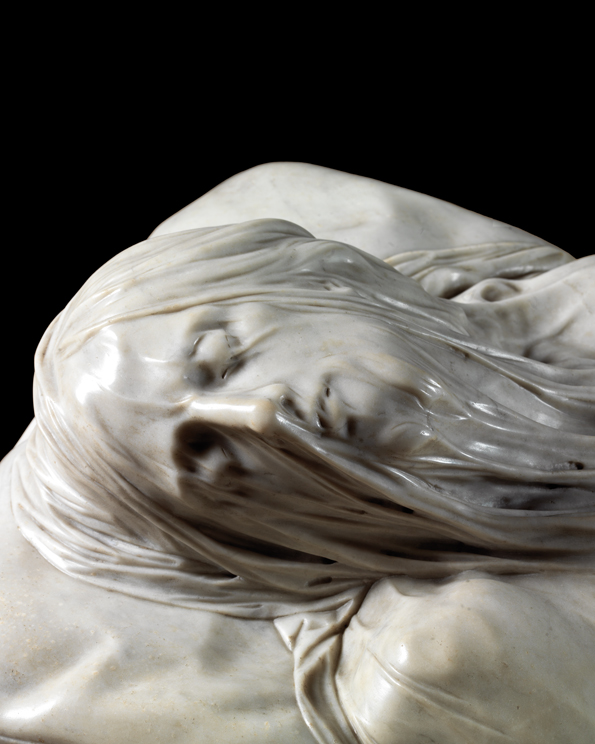
Gesluierde Christus (detail)

De Gesluierde Christus is een marmeren beeld (1753) in de Cappella Sansevero in de Zuid-Italiaanse stad Napels. Het is een van de belangrijkste werken van Giuseppe Sanmartino (1720-1793), een Napolitaanse beeldhouwer.

## Historiek
De prinselijke familie van San Severo had de opdracht gegeven voor een beeld van een gesluierde Christus. Deze moest uit een enkele blok marmer gehouwen worden. De sluier stelt de lijkwade voor waarin Christus na zijn dood gewikkeld werd. Door de sluier zijn de stigmata van Jezus te zien, alsook andere details van het dode lichaam.
Aan het voeteinde van het Christusbeeld staan enkele Passiewerktuigen: doornenkroon, nijptang en gesel.
Eenmaal afgewerkt (1753) trok het beeld de aandacht van adellijke en andere gegoede toeristen die het koninkrijk Napels aandeden. Dit had niet alleen te maken met het ongewone onderwerp. Raimondo di Sangro, prins van San Severo, stond aan de basis van een legende die meeging tot in de 20e eeuw: de sluier was het werk van alchemie. Raimondo di Sangro was zelf anatoom en alchimist. Hij beweerde dat hij het proces kende hoe een vloeistof was gekristalliseerd tot de sluier op het marmer. 
In de 21e eeuw heeft de regio Campanië, waarvan Napels de hoofdstad is, gebruik gemaakt van het gesluierde hoofd als een symbool van de stad.